# Štěpán Müller
Štěpán Müller (* 22. července 1945 České Budějovice) je český ekonom a vysokoškolský profesor, v letech 1991 až 1994 rektor Vysoké školy ekonomické v Praze. 

## Život
V mládí studoval nejprve na SVVŠ v Karlových Varech. V roce 1963 nastoupil studium ekonomie na VŠE, kterou absolvoval v květnu 1968. V roce 1966 se na VŠE podílel na založení místní pobočky mezinárodní organizace AIESEC. Ihned po absolvování státní závěrečné zkoušky odcestoval do Spojených států amerických, kde v letech 1968 až 1970 absolvoval studium na Massachusettské univerzitě. V roce 1970 se do vlasti vrátil, obhájil diplomovou práci a promoval. V této době zároveň pracoval na ředitelství podniku Karlovarský porcelán. Poté absolvoval povinnou vojenskou službu a následně se v lednu 1973 stal odborným pracovníkem na Ekonomickém ústavu ČSAV. Zároveň v té době zahájil studium na Graduační škole EÚ ČSAV. V roce 1979 se stal kandidátem věd v oboru světová ekonomika. Od října 1979 pracoval na Katedře zahraničního obchodu na Fakultě obchodní Vysoké školy ekonomické. V roce 1984 se habilitoval. 
V lednu 1988 odcestoval do Londýna v rámci tříleté stáže. Do Prahy se vrátil v prosinci 1990, kde měl v úmyslu začít pracovat v auditorské společnosti Coopers & Lybrand. Brzy po svém návratu byl však místo toho zvolen rektorem VŠE a v únoru 1991 se tak stal druhým rektorem vykonávajícím tuto funkci po sametové revoluci, když ve funkci nahradil Věněka Šilháně. V roce 1994 již funkci rektora neobhajoval. V letech 1998 až 1999 byl děkanem Czech Management Centre v Čelákovicích. V roce 2006 byl krátce prorektorem Vysoké školy obchodní. V letech 2006 až 2010 byl pak rektorem soukromé Vysoké školy hotelové v Praze. V roce 2011 začal působit na Fakultě mezinárodních vztahů Vysoké školy ekonomické (konkrétně na Katedře mezinárodního obchodu), kde v letech 2012 až 2016 působil také jako děkan. V letech 2020 až 2021 byl prezidentem Anglo-americké univerzity v Praze.
Vedle svého působení v akademické sféře působil Müller také v soukromém sektoru, jmenovitě v bankovnictví. V letech 1994 až 1998 byl manažerem společnosti IB Austria Securities a v letech 2000 až 2005 pracoval u firmy CAIB Securities.
V roce 2003 obdržel pamětní medaili VŠE. Dále byl oceněn také cenou Jana Masaryka.